# Gene Clark
Pour les articles homonymes, voir Clark.
Harold Eugene Clark est un chanteur, guitariste et compositeur américain de folk rock né le 17 novembre 1944 à Tipton, dans le Missouri, et mort le 24 mai 1991 à Sherman Oaks, en Californie. C’est un des membres d’origine du groupe The Byrds.

## Biographie
Gene Clark est le compositeur de nombreuses chansons des Byrds, en particulier Feel a Whole lot Better, Here Without You et Eight Miles High.
Il a quitté les Byrds en 1966 à cause de tensions internes.
Il réalise son premier album solo en 1967, Gene Clark with the Gosdin Brothers, qui est un échec commercial.
Il collabore ensuite avec le joueur de banjo Doug Dillard sur deux albums plutôt orientés country rock (The Fantastic Expedition of Dillard & Clark, 1968, et Through the Morning, Through the Night, 1969).
Dans les années 1970, il confirme ses talents exceptionnels de compositeur et de chanteur, et ce malgré les ventes médiocres de ses disques, avec notamment White Light en 1971 et No Other en 1974, souvent considérés comme ses deux chefs-d'œuvre. Pour l'ambitieux No Other, il reçoit l’aide de musiciens de studio, mais aussi de Chris Hillman (ex Byrds), Craig Doerge (qui a accompagné Crosby, Stills, Nash and Young), Joe Lala (ex Manassas), Butch Trucks (Allman Brothers) et Jesse Ed Davis (qui avait produit White Light, album beaucoup plus dépouillé). À sa sortie les critiques reprochent la surproduction de l'album, mais Gene Clark était sans doute en avance sur son temps et la qualité de l'ensemble sera reconnue plus tard. Des chansons comme With Tomorrow et For A Spanish Guitar sur l'album White Light, Silver Raven et Strength Of Strings sur No Other, sont souvent citées parmi ses meilleures compositions.
En 1987, Gene Clark sort l'album So Rebellious a Lover en duo avec Carla Olson. Il commence alors à avoir de sérieux problèmes de santé, aggravés par une forte consommation d'alcool, et meurt d'une crise cardiaque en 1991, à l'âge de 46 ans, sans que son talent n'ait été largement reconnu de son vivant. Enterré à Tipton, petite ville des États-Unis où il est né, on peut lire sur sa tombe cette épitaphe : "Harold Eugene Clark - No Other".

## Discographie

### Albums studio
- 1967 :  Gene Clark with the Gosdin Brothers
- 1968 : The Fantastic Expedition of Dillard & Clark (avec Doug Dillard)
- 1969 : Through the Morning, Through the Night (avec Doug Dillard)
- 1971 : White Light
- 1972 : Roadmaster
- 1974 : No Other
- 1977 : Two Sides to Every Story
- 1979 : McGuinn, Clark & Hillman (avec Roger McGuinn et Chris Hillman)
- 1980 : City (avec Roger McGuinn et Chris Hillman)
- 1984 : Firebyrd
- 1987 : So Rebellious a Lover (avec Carla Olson)

### Albums live
- 1992 : Silhouetted in Light (avec Carla Olson)
- 2007 : In Concert (avec Carla Olson)
- 2008 : Silverado '75: Live & Unreleased

### Compilations
- 1991 : Echoes (titres enregistrés avec les Byrds et les Gosdin Brothers)
- 1997 : American Dreamer 1964-1974 (best of)
- 1998 : Flying High (anthologie)
- 2001 : Gypsy Angel: The Gene Clark Demos 1983-1990 (titres inédits)
- 2003 : Under the Silvery Moon (titres inédits)